# Juozas Mickevičius (Historiker)
Juozas Mickevičius (* 27. August 1900 in Mačiūkiai, Gebiet Plateliai, Rajon Plungė; † 10. November 1984 in Šarnelė, Rajongemeinde Plungė) war ein litauischer Historiker, Museumsleiter, Ehrenbürger der Rajongemeinde Kretinga.

## Leben
Er lernte am Gymnasium Plungė, wo er sich für Landeskunde interessierte, sammelte Daten über See Plateliai und Kulturdenkmäler der Siedlungen. An der Vytauto Didžiojo universitetas absolvierte er das Studium der Geschichte und lehrte danach in Gymnasien Šilalė und Laukuva. Während des Zweiten Weltkriegs lehrte er am Priesterseminar Telšiai und ab 1945 arbeitete am Museum Telšiai, aber kurz danach wurde er nach Sibirien deportiert. Ab 1956 war er wiss. Obermitarbeiter, von 1960 bis 1975 Direktor des Museums Kretinga.
Sein Grab befindet sich im Friedhof Beržoras.